# Salix rubella
Salix rubella är en videväxtart som beskrevs av Michael Schuck Bebb och Camillo Karl Schneider. Salix rubella ingår i släktet viden, och familjen videväxter. Inga underarter finns listade i Catalogue of Life.